# Acné conglobata
El acné conglobata es una forma rara de acné, especialmente grave y desfigurante, que se caracteriza por la evolución de los comedones a abscesos que curan dejando cicatrices evidentes, incluidas las cicatrices  queloides.

## Etiología
Puede ser un cuadro del acné preexistente o la manifestación de una reaparición de la enfermedad cuando ésta ha estado latente durante algún tiempo.
Se puede manifestar asociado a otras dos enfermedades inflamatorias, el pioderma gangrenoso y la artritis aséptica, como parte de un síndrome genético denominado síndrome PAPA.
Actualmente se desconoce la causa de la enfermedad; se ha detectado una asociación con determinadas anomalías genéticas, como las que afectan a los cromosomas sexuales (cariotipo XXY). Se ha identificado el locus del gen responsable del síndrome PAPA en el cromosoma 15. También se ha encontrado una asociación entre el acné conglobata y el abuso de esteroides anabólicos androgénicos.